# فته‌باغ
فتحه باغ یا فتح باغ یا فته باغ ، روستایی است از توابع بخش مرکزی شهرستان گرگان در استان گلستان ایران.
پل ورودی شهر گرگان ( از مسیر ساری ) از زمان قدیم به نام همین روستا یعنی فتحه باغ نامیده می شده است ‌.
این روستا از شمال شرق به روستای لاملنگ ، از شمال غرب به روستای عیسی محله ، از شرق به تپه راهنمایی ، از غرب به جاده روستای هاشم آباد ، از جنوب شرق به ستاد فرماندهی انتظامی استان گلستان و از جنوب به بزرگراه گرگان ساری و ورودی شهر گرگان و هتل آذین متصل است .
ساکنان قدیمی روستا :
علی اکبر دیلمی ، محمد سلطانی ، محمد گرامی ، قنبر مقیسه ، حسین مقیسه ، صمد حسنی ، حسین حسنی ، سبز علی حسنی ، نجف حسنی ، محمد علی حسنی ، قربان رزم دیده ، حمید رحیمی ، حسن قزاق ، صفرعلی حیدری ، قربان علی حیدری ، میرزا حسن غلامی ، صفر علی براتی ، ابوالفضل غلامی ‌.
ساکنان روستا از اقوام هزارجریب ، کاشمری ، سبزواری ، ترک قوچان ، سیستانی هستند که علاوه بر لهجه و گویش خاص خود از لهجه و گویش گرگانی بسیار زیاد استفاده می کنند .
اکثر اموات این روستا در قبرستان امامزاده سلیمان روستای لاملنگ و یا امامزاده عبدا... در شهر گرگان دفن گردیده اند . 
قبل از پیروزی انقلاب اسلامی علی اکبر دیلمی ارباب دو روستای فتحه باغ و لاملنگ بود و حجم زیادی از زمین ها و املاک این دو روستا جزء اموال او بود و پس از انقلاب اسلامی حدود ۹۵ درصد از زمین های او توسط دولت بین افراد ساکن در این دو روستا و کشاورزانی که بر روی زمین ها کار و تلاش می کردند به صورت اقساط با قیمت بسیار کم تقسیم و فروخته شد . و مابقی به زمین ها به برادر و خواهر او واگذار گردید .
شغل اصلی اکثر ساکنان روستا کشاورزی و باغداری است و در این بین تعدادی هم دامدار هستند.
محصولات اصلی کشاورزی روستا شامل خیار ، گوجه ، کلم ، گندم ، تخمه کدو ، کلزا است . در گذشته پنبه اصلی ترین محصول کشاورزی روستا بود که به دلیل عدم حمایت توسط مراجع مربوطه دیگر کشاورزان نسبت به کاشت  آن تمایلی ندارند .

## جمعیت
این روستا در دهستان انجیرآب قرار داشته و براساس سرشماری سال ۱۳۸۵جمعیت آن ۱۲۱ نفر (۳۱ خانوار) بوده است.